# New European Championship Wrestling

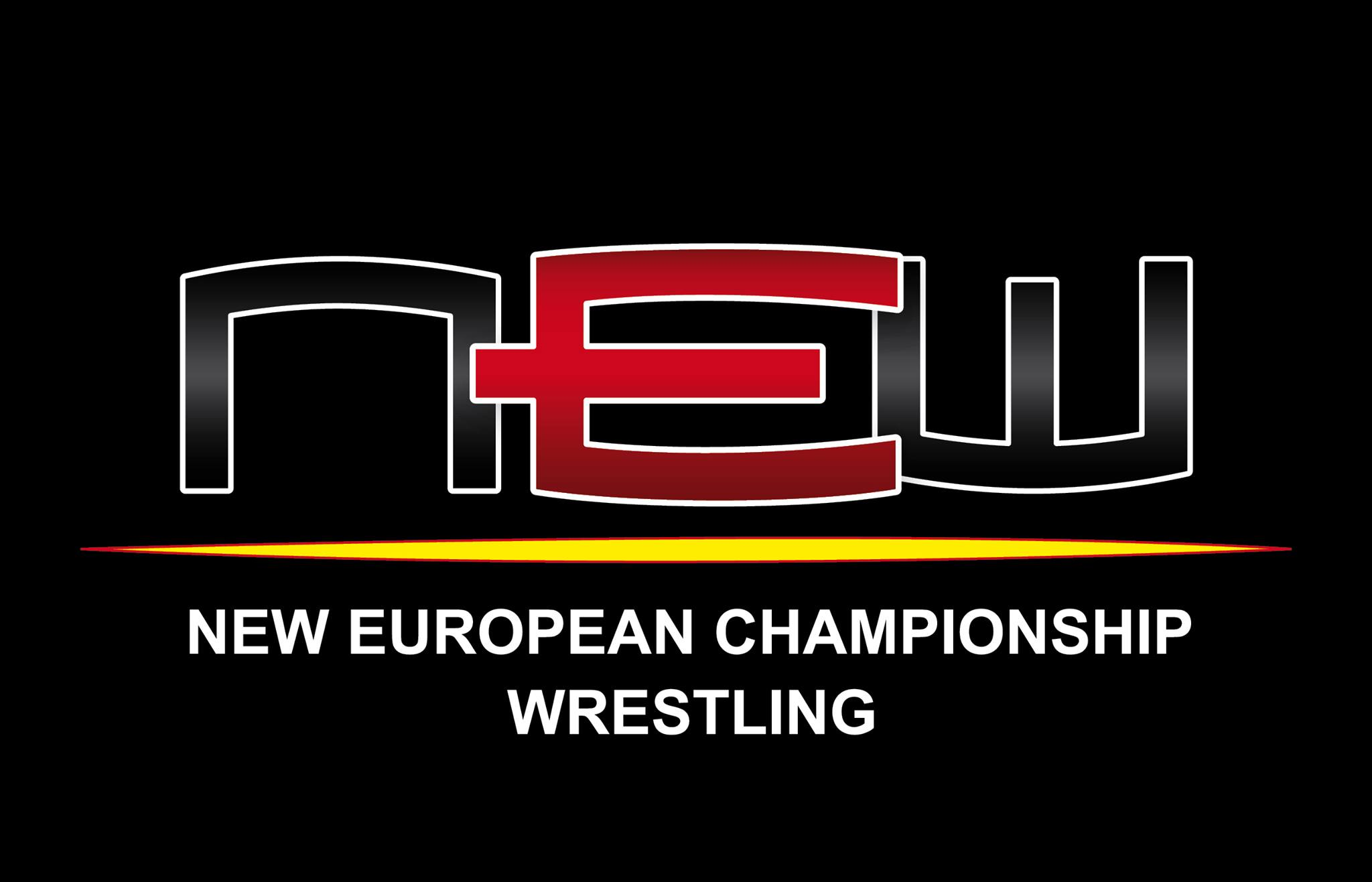
Das Verbandslogo der NEW

Die New European Championship Wrestling (NEW) ist eine in Deutschland gegründete und ansässige Wrestling-Liga. Diese hat ihren Sitz im mittelfränkischen Heßdorf, Landkreis Erlangen-Höchstadt. Die Liga wurde von dem international erfolgreichen Wrestler Alex Wright gegründet, der zudem die Wrestlingschule „The Wright Stuff – Pro Wrestling School“ betreibt. 2010 wurde Christian Flammersberger Teilhaber von NEW. 2012 wurde das NEW Office mit Benjamin Jung erweitert. Bis 2011 befand sich die Liga in Nürnberg; seitdem in Heßdorf. Die NEW ist die einzige Liga Deutschlands, die ihre Matches in einer eigenen, speziell dafür ausgestatteten Wrestling-Halle namens N.E.W. HotSpot veranstaltet. Die monatlichen Events zeichnen sich durch besondere, jährlich wiederkehrende Themen und/oder bestimmte Match-Stipulations (Matches mit besonderen Regeln) aus.

## Geschichte
Die NEW wurde 2009 von dem ehemaligen WCW World Cruiserweight Champion, WCW World TV Champion und WCW World Tag Team Champion Alex Wright gegründet. Grundgedanke ist, Newcomern im Wrestlingsport sowie etablierten Wrestlern und vor allem auch den Schülern seiner Wrestling-Schule „The Wright Stuff“ eine professionelle Plattform zu bieten. Der erste NEW-Event fand mit "Hoch Explosiv" am 3. Oktober 2009 im ausverkauften Schwabacher Markgrafensaal vor circa 500 Zuschauern statt.
Die Liga veranstaltet inzwischen monatlich Events in der eigenen Wrestling-Halle, dem N.E.W. HotSpot in Heßdorf. Etliche Events haben ein eindeutiges Wiedererkennungsmerkmal und ein bestimmtes Thema, wie z. B. Hoch Explosiv, EXTREME, Deadline etc.
Alle Events werden professionell aufgezeichnet und auf DVD sowie als Video On Demand bei Vimeo veröffentlicht.

## The Wright Stuff
„The Wright Stuff“ ist die 2007 von dem „Second Generation“-Wrestler Alex Wright gegründete Wrestlingschule. Etliche der hier trainierten Schüler haben bereits bei der NEW ihr erstes öffentliches Match, das In-Ring-Debüt, bestritten. Darunter waren mehrere Wrestler, die inzwischen auch regelmäßig international bei anderen Ligen Auftritte absolvieren. Zu den bekanntesten Namen aus Wrights Talentschmiede gehört Adrian Severe, der mittlerweile bei der WWE-Nachwuchsliga NXT unter Vertrag steht und dort unter seinem Realnamen Fabian Aichner antritt. Dazu zählen außerdem noch Hakem Wakuur, Juvenile X, T-K-O sowie V.I.P. Die Wrestlingschule bildet sowohl mit regelmäßigem Training wie auch mit High-Impact-Seminaren (engl. für "hohe Belastung") an ausgewählten Wochenenden aus und bietet sowohl Einzel- wie auch Gruppentraining. Das Training findet in zwei professionellen Wrestling-Ringen statt.

## Der N.E.W. HotSpot
N.E.W. HotSpot ist der Name der Liga-eigenen Wrestling-Halle in Heßdorf, die Ende 2011 in Betrieb genommen wurde. Der HotSpot ist Deutschlands einzige individuell ausgestattete Wrestling-Halle. Sie wurde nach Alex Wrights Vorstellungen speziell für die Erfordernisse von Wrestling-Training und Event-Produktion ausgebaut. Sie besitzt eine für diese Zwecke designte Lichtanlage, Einzugsrampe inklusive Videomonitor und zwei fest installierte Wrestling-Ringe sowie einen Gastrobereich. Auf den Ring, in dem bei Events alle Matches stattfinden, kann zusätzlich ein vier Meter hoher Steel Cage aufgesetzt werden.
Sowohl das Wrestling-Training wie auch alle NEW-Events finden seit Eröffnung der Halle im N.E.W. HotSpot statt.

## Showdown
Showdown war der Name der NEW-Wrestling-Sendung, die über den YouTube-Kanal der Liga veröffentlicht wurde. Die letzte Ausgabe NEW Showdown 71 stammt vom 24. Mai 2016. Pro Monat wurden zwei bis drei Sendungen ausgestrahlt, die über die Vorgänge in der NEW berichteten. Dabei setzte sich die Sendungen aus verschiedenen Elementen zusammen:
- Recap: Im Recap wurden die Ereignisse des letzten Events zusammengefasst, teils wurde dies auch mit Bildausschnitten belegt.
- Promos: Mit Promos und Interviews wurden die aktuellen Storylines vertieft.
- Matchankündigungen: Die Match-Paarungen für den kommenden Event wurden bekannt gegeben.
- Gelegentlich wurden auch komplette Matches kostenlos eingebunden.

Im Moment (Februar 2019) ruht dieses Sendeformat.

## Titel-Historie
NEW Hardcore Championship:
| Zeit                           | Champion |
| ------------------------------ | --- |
| Mai 2012 bis Mai 2013          | Adrian Severe |
| Mai 2013 bis Dezember 2013     | The Arabian Star - Hakem Wakuur (Hakeem Waqur)                                                                                          |
| Dezember 2013 bis Februar 2014 | Kratos |
| Februar 2014 (2 Tage)          | Vicious Impact Power (V.I.P.). Er warf seinen Titel jedoch nach zwei Tagen in den Mülleimer, danach wurde dieser nicht mehr verteidigt. |

NEW World Heavyweight Championship:
| Zeit                                      | Champion |
| ----------------------------------------- | --- |
| Mai 2012 bis Februar 2013                 | Vicious Impact Power (V.I.P.) |
| Februar 2013 bis November 2013            | Adrian Severe |
| November 2013 bis Juli 2014               | Vicious Impact Power (V.I.P.) |
| Juli 2014 bis Oktober 2014                | Mexx |
| Oktober 2014 bis November 2014            | The Arabian Star - Hakem Wakuur (Hakeem Waqur) |
| November 2014 bis Februar 2015            | vakant |
| Februar 2015 bis Mai 2015                 | Demolition Davies (gewann ein 16-Mann-Turnier) |
| Mai 2015 bis Oktober 2015                 | Adrian Severe |
| seit Oktober 2015                         | T-K-O |
| 2. Juli 2016 mittags                      | Demolition Davies |
| seit dem 2. Juli 2016 abends              | Mr. Exotic Erotic |
| seit dem 27. Januar 2017, Cold Open Day I | Juvenile X besiegte Mr. Exotic Erotic im Steel Cage |
| seit 29. April 2017                       | Mexx gewann gegen Juvenile X im TLC Match Er konnte am 2. September seinen Titel verletzungsbedingt nicht verteidigen. Er wurde deshalb im Event Snakepit neu ausgekämpft. |
| seit 2. September 2017                    | Cyanide gewann die Battle Royal um den Titel |
| seit 5. Mai 2018                          | T-K-O gewann den Titel zum zweiten Mal nach 2015. |
| 6. Oktober 2018                           | Maveric Cross holte sich den Titel bei Hoch Explosiv 8. Für einen Monat.                                                                                                   |
| 10. November 2018                         | T-K-O holt sich seinen Titel zurück. |
| seit 2. Februar 2019                      | Tommy Blue Eyes gewinnt bei Provocation 2019. |

Der bis jetzt kürzeste Titelträger ist Demolition Davies. Bei der Veranstaltung "Deadline" 2016 besiegte er den vormaligen Champion T-K-O. Nur, um gleich danach von Mr. Exotic Erotic herausgefordert zu werden, welcher vorher im Leiter-Match den Koffer gewonnen hatte und gleich gegen ein Titelmatch einlöste.
NEW World Internet Championship:
| Zeit          | Champion                 |
| ------------- | ------------------------ |
| Dezember 2016 | Georg "Schorschi" Gwärch |
| April 2017    | Aziz Adamant             |
| Juni 2017     | Tommy Blue Eyes          |
| Oktober 2017  | T-K-O                    |
| Dezember 2018 | Boris Pain               |
| Februar 2019  | Fast Time Moodo          |

Dieser Titel wurde am 3. Dezember 2016 im Rahmen der NEW Veranstaltung "Internet Wars" zum ersten Mal ausgefochten.
In einem 4-Way-Dance (4 Kämpfer gegeneinander) holte "Schorschi" den Titel gegen Aziz Adamant, Cash Crash und Maveric Cross.
NEW World Tag Team Champions:
| Zeit           | Champion |
| -------------- | --- |
| Februar 2017   | Adrian Severe & Mexx |
| März 2017      | Red Scorpion & Cyanide |
| November 2017  | T-K-O & Juvenile X |
| Dezember 2017  | Maveric Cross & Mexx |
| Februar 2018   | Juvenile X & T-K-O |
| August 2018    | Fast Time Moodo & T-K-O Nachdem sich Juvenile X und T-K-O zerstritten, behielt letzterer den Titel und wählte Fast Time Moodo zum neuen Partner. |
| September 2018 | Team Turbulence (Tommy Tornado und Tommy Torpedo)                                                                                                |
| Oktober 2018   | Cyanide & Demolition Davies |
| November 2018  | Maveric Cross & Mexx |
| Januar 2019    | Team Turbulence (Tommy Tornado und Tommy Torpedo)                                                                                                |

Der Titel wurde im Rahmen eines Tag Team Turniers am Doppelevent im Februar 2017 eingeführt. Im Dezember 2017 löste Maveric Cross seinen Deadline Koffer ein, um mit Mexx gemeinsam die Titel von Juvenile X & T-K-O zu holen.

## Events
Mit Ausnahme einer Pause im Januar präsentiert die NEW monatlich einen Event, meist am ersten Samstag des Monats. Dabei wird Wert darauf gelegt, dass etliche Events Besonderheiten in der Gestaltung und/oder bei Matcharten aufweisen.
Im Februar findet traditionell ein Doppel-Event statt, der am Freitag und Samstag veranstaltet wird.
Die Mai-Veranstaltung „EXTREME“ ist neben dem Jubiläumsevent „Hoch Explosiv“ der meistbesuchte Event des NEW-Jahres. Bei „EXTREME“ hat traditionell jedes Match eine besondere Stipulation, z. B. TLC, Lumberjack-Match, Ladder Match, Dogcollar-Match oder Street Fight. Bei letzterem gibt es z. B. keine Disqualifikation, und da dieses Match nicht nur im Ring, sondern in der ganzen Halle ausgekämpft wird, gibt es auch keinen Countout, und der Pinfall kann überall stattfinden.
Im Juli bei „Deadline“ steht der Deadline-Koffer im Main Event auf dem Spiel. Dabei handelt es sich traditionell um ein Leiter-Match. Der Wrestler, der den über dem Ring aufgehängten Koffer als erster erreicht und mit dem abgehängten Koffer den Hallenboden berührt, hat gewonnen. Er hat dann ein Jahr Zeit, ihn jederzeit gegen ein Titelmatch oder ein anderes Match seiner Wahl einzulösen.
Bei „Snakepit“ im September findet stets ein Battle Royal mit 30 Wrestlern statt – der Gewinner steht bei „Hoch Explosiv“ als Herausforderer um den Titel im Ring.
Mit dem wichtigsten Event des Jahres, „Hoch Explosiv“, feiert die NEW im Oktober ihren Geburtstag. Der neben „EXTREME“ erfolgreichste Event mit regelmäßig ausverkaufter Halle hat als Main Event traditionell den Kampf um den NEW-World-Heavyweight-Titel. Der Gewinner wird in einem Tables, Ladders & Kendosticks Match (TLK) ermittelt. Dabei sind Tische, Leitern und Kendo-Waffen um den Ring verteilt und können natürlich auch benutzt werden.
Bei „Internet Wars“ im Dezember können die Fans vorab auf der Website der NEW für bestimme Match-Stipulations und Gegnerpaarungen voten.

## Kooperation mit TV-Sendern

Logo des Senders Fightbox

Als bisher einzige deutsche Liga hat die NEW einen internationalen TV-Vertrag unterschrieben. Mit Fightbox HD hat NEW einen global aufgestellten Partner gefunden. Der rund um die Uhr sendende Kanal hat sich auf Kampfsport aller Genres spezialisiert und ist in zahlreichen Ländern weltweit via TV (USA, Polen, Bulgarien, Türkei, Indien, Slowakei, Tschechien, Frankreich, Rumänien, Mittlerer Osten, Nordafrika, Thailand, England) und/oder Internet empfangbar. Über Astra 3B, 23,5° Ost ist der Sender per Satellit empfangbar. In Deutschland ist Fightbox über Magine TV zu sehen, die NEW gehört dort zum Sport & Action-Paket. Die Sendepremiere erfolgte am 3. Juni 2016 um 22 Uhr (MEZ) mit einem einstündigen Rückblick auf Extreme IV mit u. a. dem Tables Ladders Chairs Match zwischen Adrian Severe und Demolition Davies um den World Heavyweight Champion-Titel als Main Event. Die Sendungen werden auf Englisch von Don Roid kommentiert.
Anfang 2017 gab die NEW eine Kooperation mit der amerikanischen Kampfsport-Plattform Fite.tv bekannt. Er sendet weltweit mit seinem besonderen Schwerpunkt auf den USA und den großen amerikanischen Ligen. Dort wurden im wöchentlichen Rhythmus nach und nach alle NEW-Events des Jahres 2016 inkl. des Auftakt-Events 2017, "NEW Cold Open", mit dem deutschen Original-Kommentar veröffentlicht und sind bis heute – Stand September 2017 – kostenlos abrufbar. Um den Deal zu bewerben, gab es ein Video-Interview zwischen SoCal Val und Alex Wright.
Am 15. März 2017 wurde unter großem Medien-Echo bekannt, dass die NEW einen Vertrag mit dem Internet-Sender Rocket Beans TV geschlossen hat und dort künftig die aktuellsten NEW-Veranstaltungen einmal im Monat exklusiv ausgestrahlt werden. Die Auftakt-Sendung war am 25. März 2017 um 21.15 Uhr. Gezeigt wurde eine gekürzte TV-Fassung des im Original fast 5-stündigen Doppel-Events "NEW Cold Open". Seitdem zeigt Rocket Beans TV meist jeden dritten Samstag im Monat gegen 22 Uhr die aktuelle NEW-Veranstaltung. Die jeweilige Aufzeichnung findet ca. 7 Wochen vor der Ausstrahlung statt. Die Events werden auf Rocket Beans TV in der Regel in einer leicht gekürzten Version ausgestrahlt, in Einzelfällen weicht dabei auch die Matchreihenfolge im TV gegenüber der Aufzeichnung ab. Von den Kürzungen betroffen sind meist Promo-Segmente oder weniger wichtige Kämpfe, darüber hinaus werden die Events zweimal durch Werbung unterbrochen. Die Vimeo-Fassung der jeweiligen Events ist stets ungekürzt und entspricht der Aufzeichnungsreihenfolge.
Seit 2019 sind die NEW-Events in der gekürzten TV-Fassung jeweils ab Mittwoch nach der Ausstrahlung kostenfrei in der Rocket Beans TV-Mediathek und dem Youtube-Kanal der NEW abrufbar.
Kommentiert wurden die NEW-Events in der deutschen Fassung bis einschließlich "NEW Extreme" 2017 von "Sir" Andreas Wilsdorf und Milosz Sudnik. Mit der Veranstaltung "NEW WAR" 2017 hat Tobias Kühnlein die Position von Milosz Sudnik übernommen. Kühnlein war zuvor bereits als Off-Sprecher in Trailern und den Event-Rückblicken auf YouTube zu hören. Bei "NEW WAR 2018" kehrte Milosz Sudnik als Kommentator zurück und ersetzte "Sir" Andreas Wilsdorf, der aus beruflichen Gründen ins Ausland ging. Seitdem werden die Events von Kühnlein und Sudnik kommentiert. Frühere Kommentatoren der NEW waren unter anderem die heutigen WWE-TV-Kommentatoren Manu Thiele und Walandi Tsanti.